# Burkard Zamels
Burkard Zamels (vers 1690 - 1757 à Mayence) est un sculpteur de l'époque baroque qui a réalisé une grande partie de son travail au service de l’Électorat de Mayence. Il est sculpteur à la cour de l'électeur Lothaire-François de Schönborn.

## Œuvres majeures
(liste non exhaustive)
- Mayence :

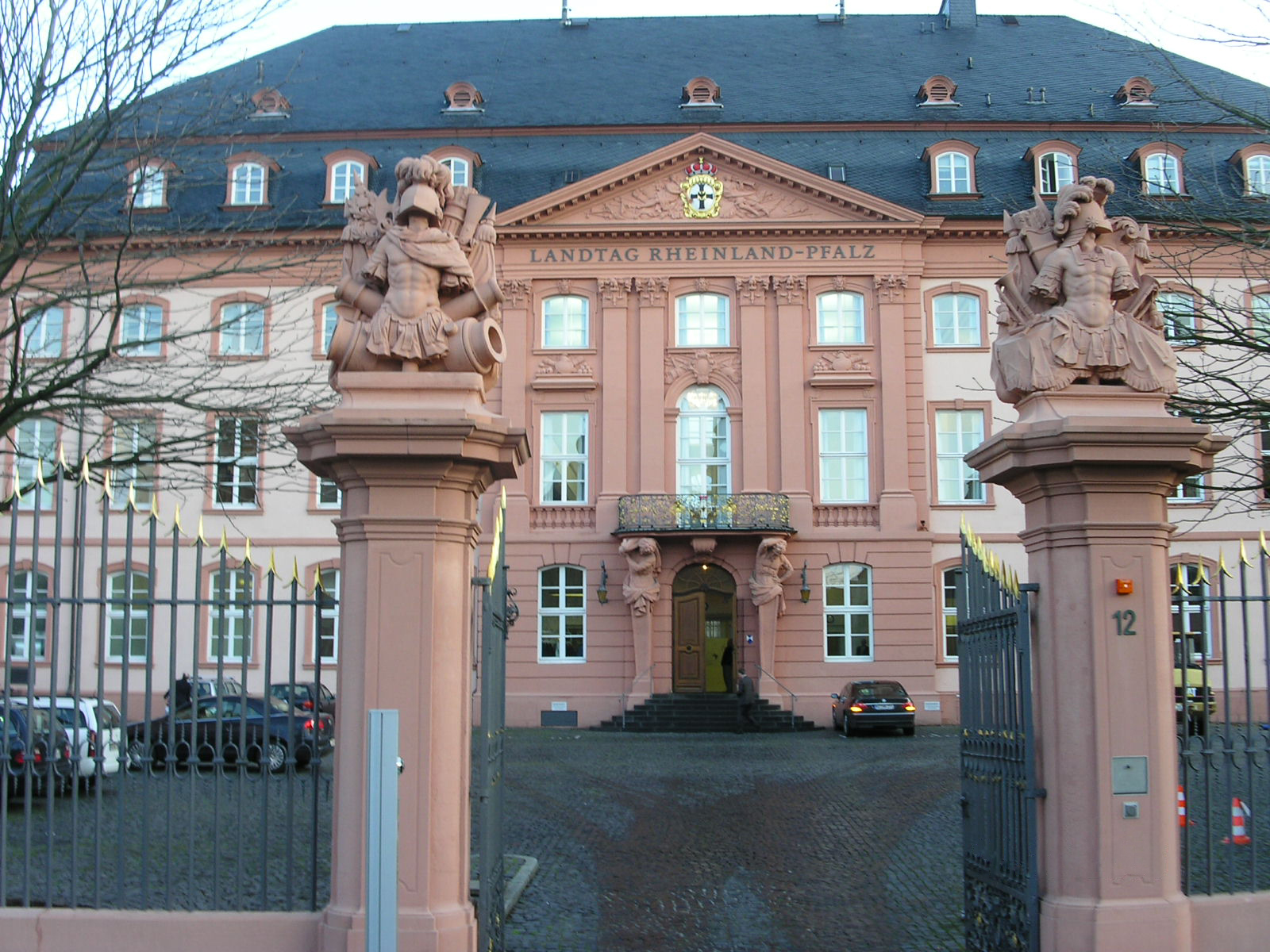
Sculptures à l’Hôtel de l’ordre teutonique (Mayence), Atlas (mythologie) comme cariatide au portail

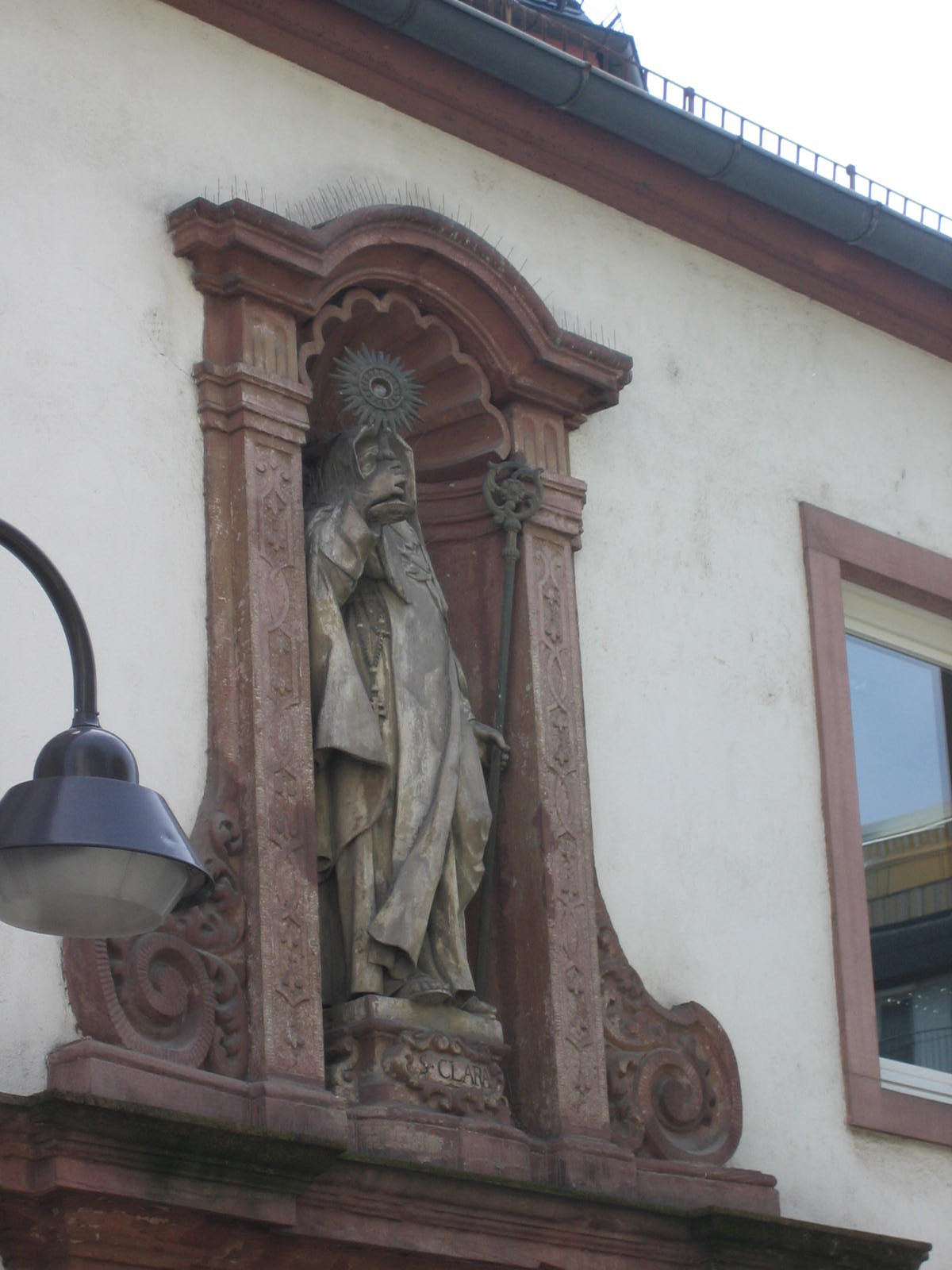
Sculptures de Sainte-Claire (couvent des Pauvres Dames)

  - Hôtel de l'ordre teutonique (Mayence), sculptures
  - Nouvel arsenal de Mayence, sculptures sur la façade et figure allégorique de Mars sur le fronton principal
  - Cathédrale Saint-Martin de Mayence, tombeau de l’archevêque et prince-électeur de Mayence Philipp Karl von Eltz, de 1740-1741
    - tombeau du chanoine-prévôt Christoph Rudolf von Stadion (de) († 17. janvier 1700) et son frère Johann Philipp von Stadion, 1732
    - tombeau du chanoine-prévôt Hugo Wolfgang von Kesselstatt (de) († 2. janvier 1738), après 1738
    - sculptures d’Aaron et de Melchisédech, 1725

  - Église Saint-Quentin (Mayence), deux sculptures des saints Quentin et Blaise
  - Chapelle des Antonites (Mayence), sculpture de Claire d'Assise
  - prison de 1742 (ancien Hôpital Zum Floss, Weintorstraße), bas-relief avec figures allégoriques
- Cathédrale Saint-Pierre de Trèves, sculptures en albâtre à l’autel de la chapelle Sainte tunique, 1732
- Pommersfelden près de Bamberg: château Weissenstein (Pommersfelden), huit sculptures à la Sala terrena
- Bingen am Rhein-Dromersheim, Calvaire circa 1750
- Kriftel (d'abord Abbaye d'Eberbach), sculptures de saints Bernhard et Joseph
- Pavillons de chasse Clemenswerth en Emsland, diverses sculptures
- basilique Éginhard (Seligenstadt) : l’archange Gabriel, la colombe comme symbole du Saint-Esprit (en grès ; attribué à l'atelier de Zamels)
- une effigie de Saint-Pierre se trouve aujourd'hui dans la Collection Liebieghaus à Francfort-sur-le-Main.
- Fontaine Saint-Georges au château Friedberg (1738)